# Кім Йон Нам (стрибун у воду)
Кім Йон Нам (кор. 김영남, 29 січня 1996) — південнокорейський стрибун у воду.
Учасник Олімпійських Ігор 2020 року.
Призер Азійських ігор 2014, 2018 років.